# Marie Siegert
Marie Siegert (geboren 22. Oktober 1861; gestorben 27. Juli 1941) war eine deutsche Politikerin (DVP). Sie war von 1922 bis 1924 Abgeordnete des Preußischen Landtages.

## Leben
Marie Siegert wurde 1861 als Tochter des Neuwieder Unternehmers Ferdinand Siegert (1822–1889) geboren. Die ursprünglich aus Sachsen stammende Familie Siegert war in Neuwied im Bereich der Seifenherstellung und später auch der Bimsindustrie tätig. Mit Ferdinand Siegert wird dabei insbesondere der Neubau der Stearinfabrik verbunden. Marie Siegert war Vorsteherin der Provinzial-Blindenanstalt in Neuwied (Vorläufer der heutigen Landesschule für Blinde und Sehbehinderte) und gehörte dem Vorstand des Frauenverein-Krankenhauses (heute DRK Krankenhaus Neuwied) an. Sie erhielt zahlreiche hohe Auszeichnungen und war nach dem Ersten Weltkrieg Mitglied der Neuwieder Stadtverordnetenversammlung. Im Jahr 1922 zog sie für die Deutsche Volkspartei als Nachrückerin in den Preußischen Landtag ein, dem sie bis 1924 angehörte. 1939, zwei Jahre vor ihrem Tod, veröffentlichte sie eine Chronik der Familie Siegert.

## Werke
- Familie Siegert. M. Siegert, Neuwied 1939.